# Alderina canariensis
Alderina canariensis är en mossdjursart som beskrevs av López-Fé 2006. Alderina canariensis ingår i släktet Alderina och familjen Calloporidae. Inga underarter finns listade i Catalogue of Life.